# Josef-Maria Jauch
Josef-Maria Jauch (Lucerna, 20 de setembro de 1914 — Genebra, 30 de agosto de 1974) foi um físico suíço.
Jauch estudou matemática e física no Instituto Federal de Tecnologia de Zurique, onde obteve o diploma em 1938. No semestre de verão de 1940 foi assistente de Wolfgang Pauli. Em 1940 obteve um doutorado na Universidade de Minnesota, orientado por Edward Lee Hill, com a tese On Contact Transformations and Group Theory in Quantum Mechanical Problems.
De 1943 a 1945 foi Professor Assistente da Universidade de Princeton e em 1946 foi para a Universidade de Iowa, onde foi inicialmente Professor Assistente e depois até 1959 Professor. A partir de 1960 foi Professor da Universidade de Genebra, onde chefiou até 1974 a seção de física teórica. Trabalhou dentre outros com as fundações matemáticas da mecânica quântica. É conhecido por seu livro Foundations of Quantum Mechanics e seu livro texto com Fritz Rohrlich sobre eletrodinâmica quântica.
Jauch foi co-fundador da European Physical Society. Em 1962 até sua morte foi membro do conselho de pesquisa da Fundação Nacional de Ciência da Suíça.
Dentre seus orientados constam Gérard Emch, Constantin Piron e Kenneth Watson.

## Obras
- Josef-Maria Jauch e Fritz Rohrlich: The theory of photons and electrons: the relativistic quantum field theory of charged particles with spin one-half. Addison-Wesley, Cambridge 1955. 2ª Edição, Springer, Nova Iorque, 1976.
- Die Wirklichkeit der Quanten: ein zeitgenössischer galileischer Dialog. Hanser, Munique, 1973.
- Foundations of Quantum Mechanics. Addison-Wesley, Reading, 1968.